# Saint-Léger-des-Aubées
Pour les articles homonymes, voir Saint-Léger.
Saint-Léger-des-Aubées est une commune française située dans le département d'Eure-et-Loir en région Centre-Val de Loire.

## Géographie

### Situation

Situation géographique
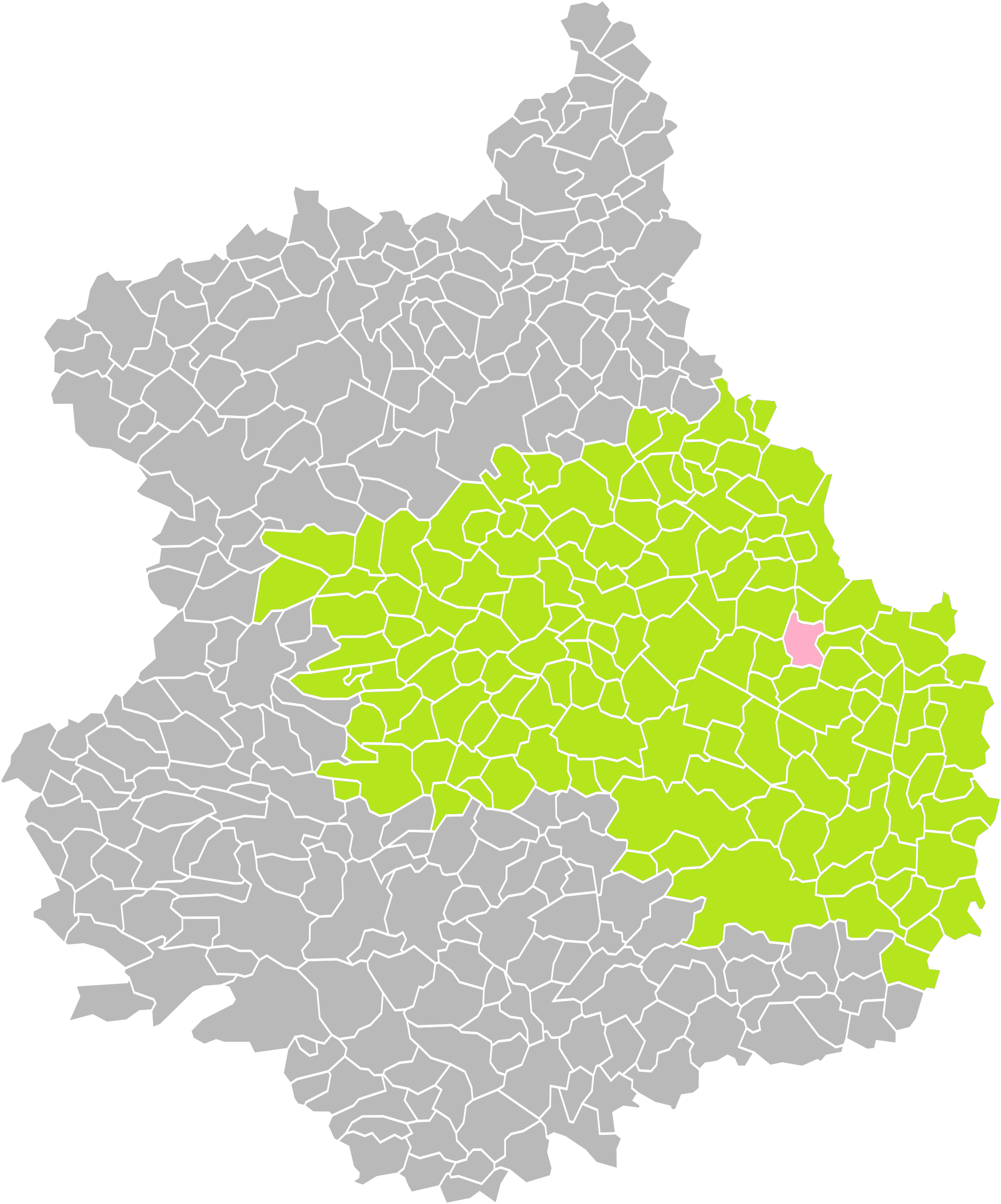
Saint-Léger-des-Aubées dans son arrondissement.
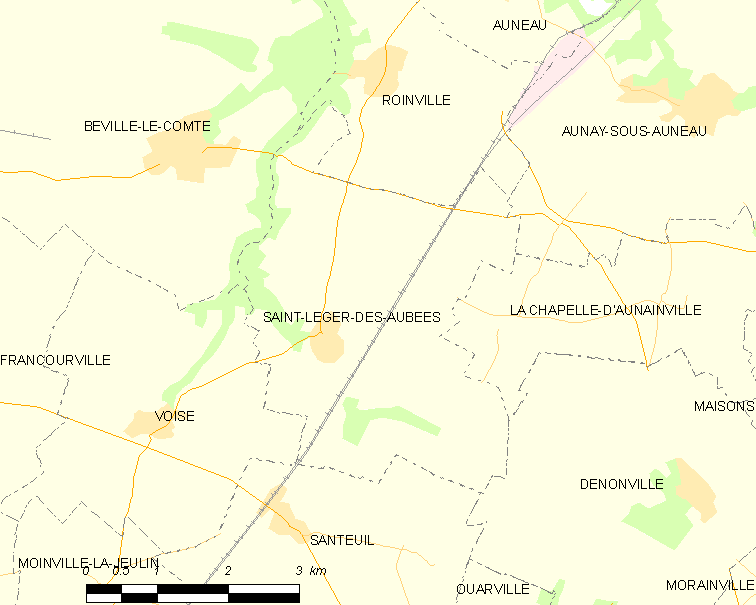
Carte de la commune de Saint-Léger-des-Aubées.

### Communes limitrophes
| Béville-le-Comte | Roinville              | Aunay-sous-Auneau         |
|                  | Saint-Léger-des-Aubées | La Chapelle-d'Aunainville |
| Voise            | Santeuil               | Denonville                |

### Transports et voies de communication

#### Desserte ferroviaire
La gare la plus proche ouverte aux voyageurs est la gare d'Auneau, à environ 6 km, de la ligne de Brétigny à La Membrolle-sur-Choisille (Paris-Tours via la gare de Dourdan - La Forêt, terminus de la ligne C du RER d'Île-de-France).
Le territoire de la commune est traversé par la LGV Atlantique.

### Climat
Pour des articles plus généraux, voir Climat du Centre-Val de Loire et Climat d'Eure-et-Loir.
En 2010, le climat de la commune est de type climat océanique dégradé des plaines du Centre et du Nord, selon une étude du CNRS s'appuyant sur une série de données couvrant la période 1971-2000. En 2020, Météo-France publie une typologie des climats de la France métropolitaine dans laquelle la commune est exposée à un climat océanique altéré et est dans la région climatique  Sud-ouest du bassin Parisien, caractérisée par une faible pluviométrie, notamment au printemps (120 à 150 mm) et un hiver froid (3,5 °C). 
Pour la période 1971-2000, la température annuelle moyenne est de 10,6 °C, avec une amplitude thermique annuelle de 14,8 °C. Le cumul annuel moyen de précipitations est de 634 mm, avec 10,5 jours de précipitations en janvier et 7,7 jours en juillet. Pour la période 1991-2020, la température moyenne annuelle observée sur la station météorologique de Météo-France la plus proche, « Louville », sur la commune de Louville-la-Chenard à 10 km à vol d'oiseau, est de 11,5 °C et le cumul annuel moyen de précipitations est de 625,8 mm,. Pour l'avenir, les paramètres climatiques de la commune estimés pour 2050 selon différents scénarios d'émission de gaz à effet de serre sont consultables sur un site dédié publié par Météo-France en novembre 2022.

## Urbanisme

### Typologie
Au 1er janvier 2024, Saint-Léger-des-Aubées est catégorisée commune rurale à habitat dispersé, selon la nouvelle grille communale de densité à 7 niveaux définie par l'Insee en 2022.
Elle est située hors unité urbaine. Par ailleurs la commune fait partie de l'aire d'attraction de Paris, dont elle est une commune de la couronne,. 

### Occupation des sols
L'occupation des sols de la commune, telle qu'elle ressort de la base de données européenne d’occupation biophysique des sols Corine Land Cover (CLC), est marquée par l'importance des territoires agricoles (91,3 % en 2018), une proportion identique à celle de 1990 (91,3 %). La répartition détaillée en 2018 est la suivante : 
terres arables (91,3 %), forêts (6,8 %), zones urbanisées (1,9 %). L'évolution de l’occupation des sols de la commune et de ses infrastructures peut être observée sur les différentes représentations cartographiques du territoire : la carte de Cassini (XVIIIe siècle), la carte d'état-major (1820-1866) et les cartes ou photos aériennes de l'IGN pour la période actuelle (1950 à aujourd'hui).

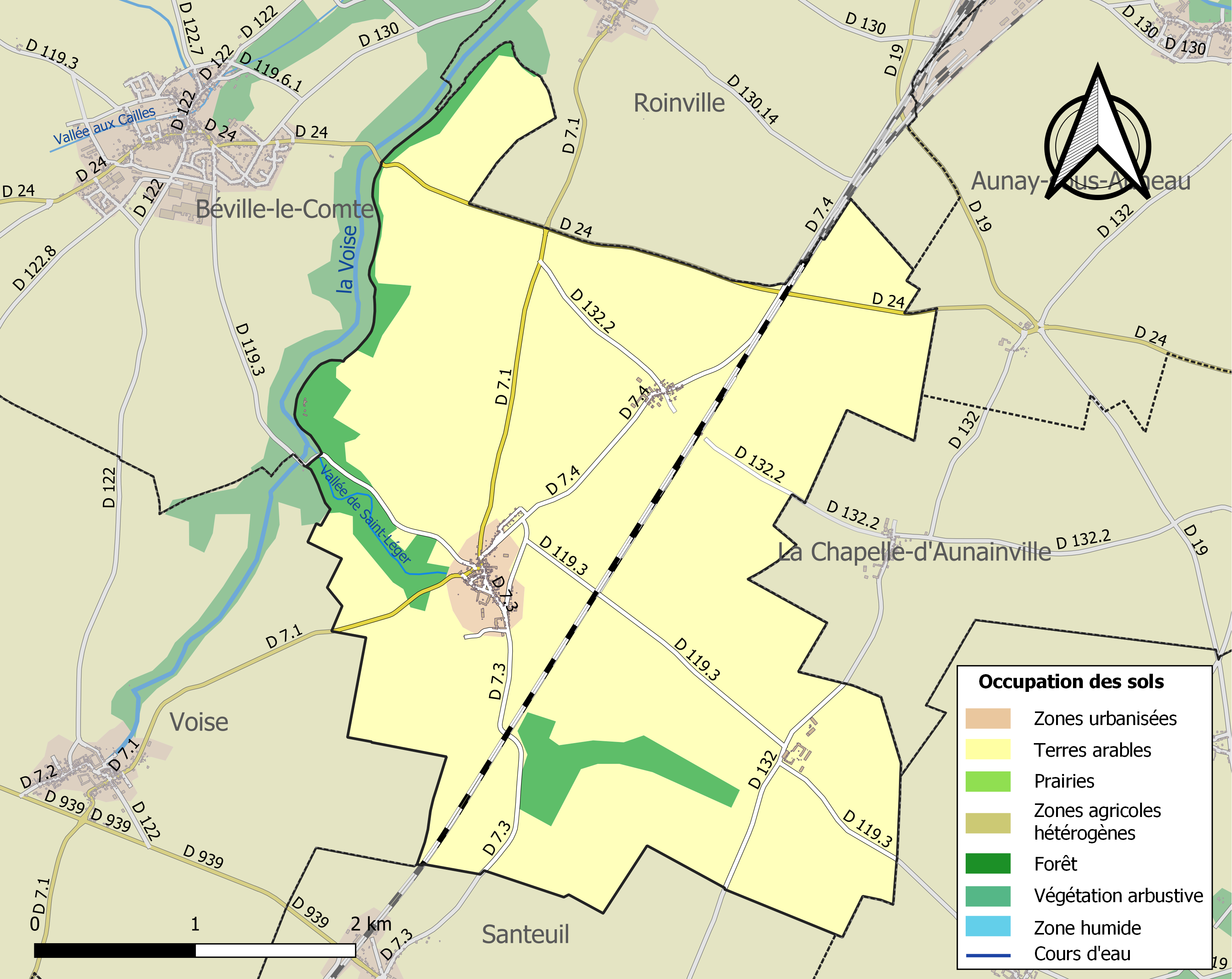
Carte des infrastructures et de l'occupation des sols de la commune en 2018 (CLC).

### Risques majeurs
Le territoire de la commune de Saint-Léger-des-Aubées est vulnérable à différents aléas naturels : météorologiques (tempête, orage, neige, grand froid, canicule ou sécheresse), inondations, mouvements de terrains et séisme (sismicité très faible). Il est également exposé à un risque technologique, le transport de matières dangereuses. Un site publié par le BRGM permet d'évaluer simplement et rapidement les risques d'un bien localisé soit par son adresse soit par le numéro de sa parcelle.

#### Risques naturels
Certaines parties du territoire communal sont susceptibles d’être affectées par le risque d’inondation par débordement de cours d'eau, notamment La commune a été reconnue en état de catastrophe naturelle au titre des dommages causés par les inondations et coulées de boue survenues en 1983, 1993, 1999 et 2021,.

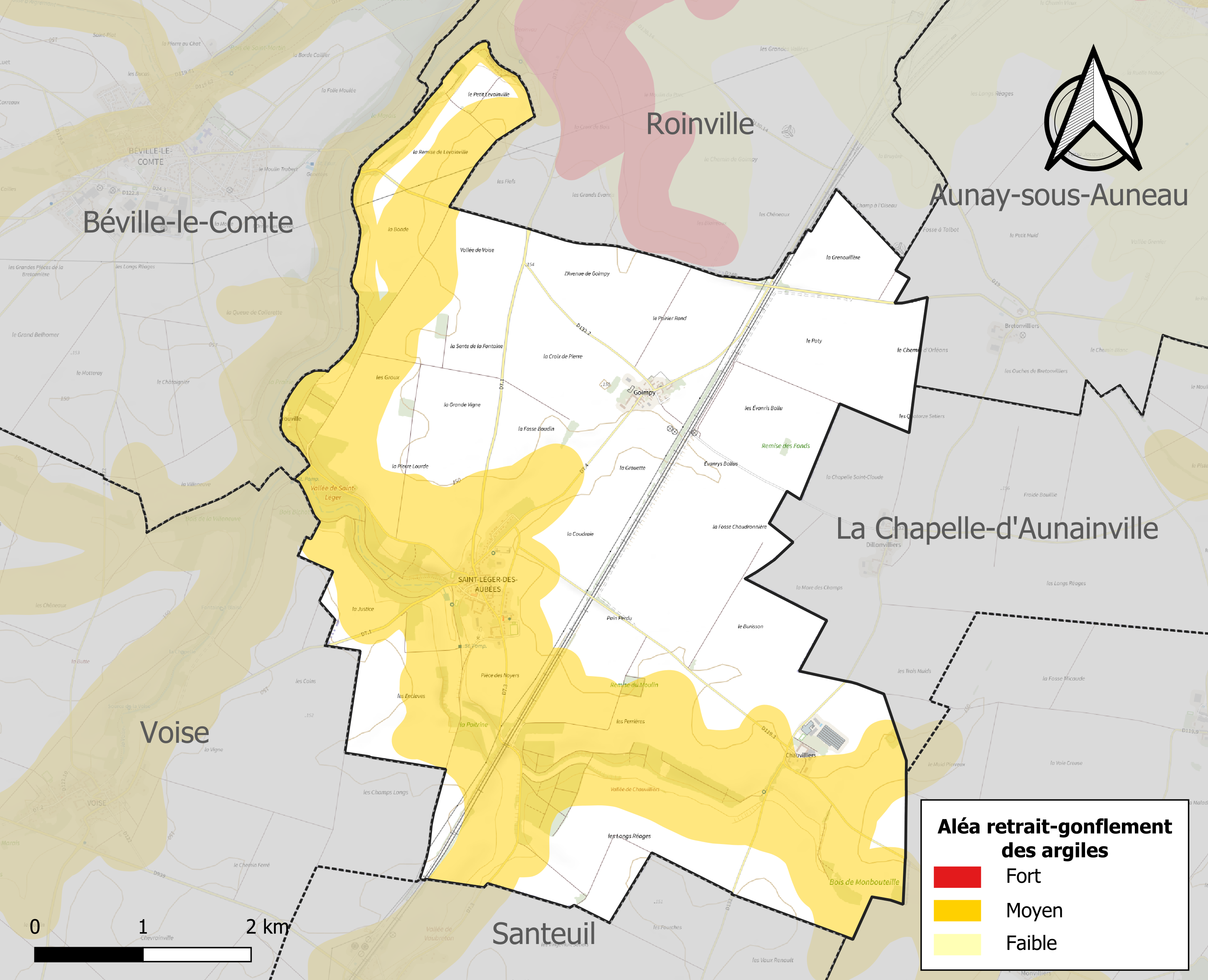
Carte des zones d'aléa retrait-gonflement des sols argileux de Saint-Léger-des-Aubées.

Les mouvements de terrains susceptibles de se produire sur la commune sont des effondrements généralisés de terrains miniers.
Le retrait-gonflement des sols argileux est susceptible d'engendrer des dommages importants aux bâtiments en cas d’alternance de périodes de sécheresse et de pluie. 44,6 % de la superficie communale est en aléa moyen ou fort (52,8 % au niveau départemental et 48,5 % au niveau national). Sur les 133 bâtiments dénombrés sur la commune en 2019, 104 sont en aléa moyen ou fort, soit 78 %, à comparer aux 70 % au niveau départemental et 54 % au niveau national. Une cartographie de l'exposition du territoire national au retrait gonflement des sols argileux est disponible sur le site du BRGM,.
Concernant les mouvements de terrains, la commune a été reconnue en état de catastrophe naturelle au titre des dommages causés par des mouvements de terrain en 1999.

#### Risques technologiques
Le risque de transport de matières dangereuses sur la commune est lié à sa traversée par des infrastructures routières ou ferroviaires importantes ou la présence d'une canalisation de transport d'hydrocarbures. Un accident se produisant sur de telles infrastructures est en effet susceptible d’avoir des effets graves au bâti ou aux personnes jusqu’à 350 m, selon la nature du matériau transporté. Des dispositions d’urbanisme peuvent être préconisées en conséquence.

## Toponymie
Le nom de la localité est attesté sous la forme Sanctus Leodegarius vers 1160, S. Ligier des Aubez en 1296.
Saint-Léger est un hagiotoponyme.
Aubées, Variante : Aubuis, non féminin (au pluriel), d’origine gauloise, de aubues, désignant un sol blanc de nature argileuse, souvent à partir de terrains calcaires, et réputés fertiles.

## Histoire

### Époque contemporaine

#### XXesiècle
Entre le 29 janvier 1939 et le 8 février, plus de 2 000 réfugiés espagnols fuyant l'effondrement de la république espagnole devant les troupes de Franco, arrivent en Eure-et-Loir. Devant l'insuffisance des structures d'accueil (le camp de Lucé et la prison de Châteaudun rouverte pour l’occasion), 53 villages sont mis à contribution, dont Saint-Léger-des-Aubées. Les réfugiés, essentiellement des femmes et des enfants (les hommes sont désarmés et retenus dans le sud de la France), sont soumis à une quarantaine stricte, vaccinés, le courrier est limité, le ravitaillement, s'il est peu varié et cuisiné à la française, est cependant assuré. Une partie des réfugiés rentrent en Espagne, incités par le gouvernement français qui facilite les conditions du retour, mais en décembre, 922 ont préféré rester et sont rassemblés à Dreux et Lucé.

## Politique et administration

### Liste des maires

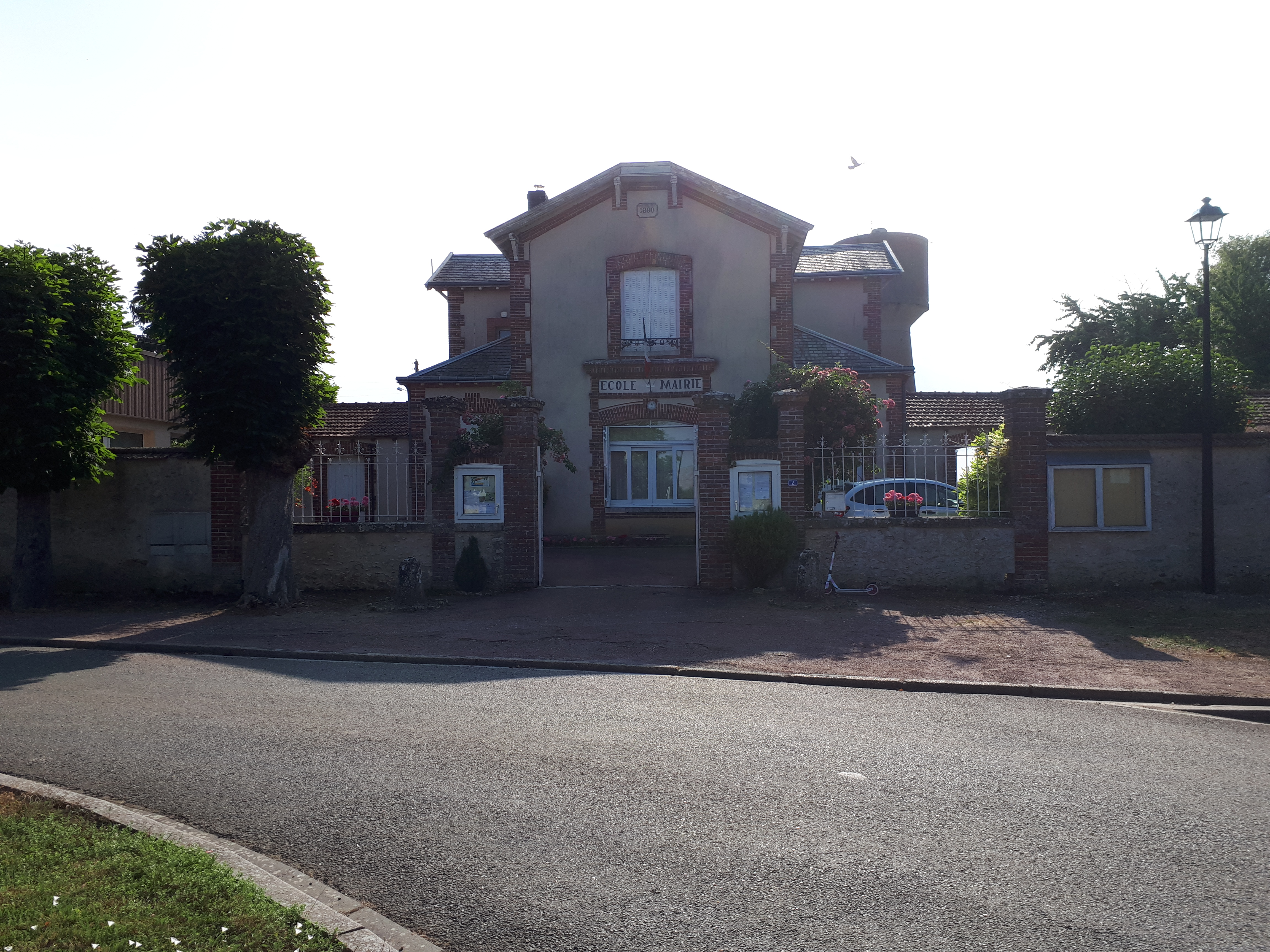
La mairie.

| Période                                  | Période  | Identité         | Étiquette | Qualité                              |
| ---------------------------------------- | -------- | ---------------- | --------- | ------------------------------------ |
| Les données manquantes sont à compléter. |          |                  |           |                                      |
| ?                                        | 1941     | M. Penel         | ?         | Révoqué par le Gouvernement de Vichy |
| mars 2001                                | En cours | Maurice Cintrat, |           | Ancien agriculteur exploitant        |

## Population et société

### Démographie
| 1793 | 1800 | 1806 | 1821 | 1831 | 1836 | 1841 | 1846 | 1851 |
| ---- | ---- | ---- | ---- | ---- | ---- | ---- | ---- | ---- |
| 278  | 286  | 304  | 283  | 336  | 353  | 328  | 341  | 371  |

| 1856 | 1861 | 1866 | 1872 | 1876 | 1881 | 1886 | 1891 | 1896 |
| ---- | ---- | ---- | ---- | ---- | ---- | ---- | ---- | ---- |
| 390  | 361  | 404  | 409  | 400  | 401  | 397  | 385  | 372  |

| 1901 | 1906 | 1911 | 1921 | 1926 | 1931 | 1936 | 1946 | 1954 |
| ---- | ---- | ---- | ---- | ---- | ---- | ---- | ---- | ---- |
| 361  | 353  | 358  | 345  | 344  | 343  | 325  | 306  | 248  |

| 1962 | 1968 | 1975 | 1982 | 1990 | 1999 | 2006 | 2008 | 2013 |
| ---- | ---- | ---- | ---- | ---- | ---- | ---- | ---- | ---- |
| 234  | 205  | 192  | 232  | 242  | 237  | 245  | 247  | 263  |

| 2018 | 2022 | - | - | - | - | - | - | - |
| ---- | ---- | - | - | - | - | - | - | - |
| 263  | 257  | - | - | - | - | - | - | - |

## Culture locale et patrimoine

### Lieux et monuments
- Église Saint-Léger ;
- Monument aux morts.

Lieux et monuments
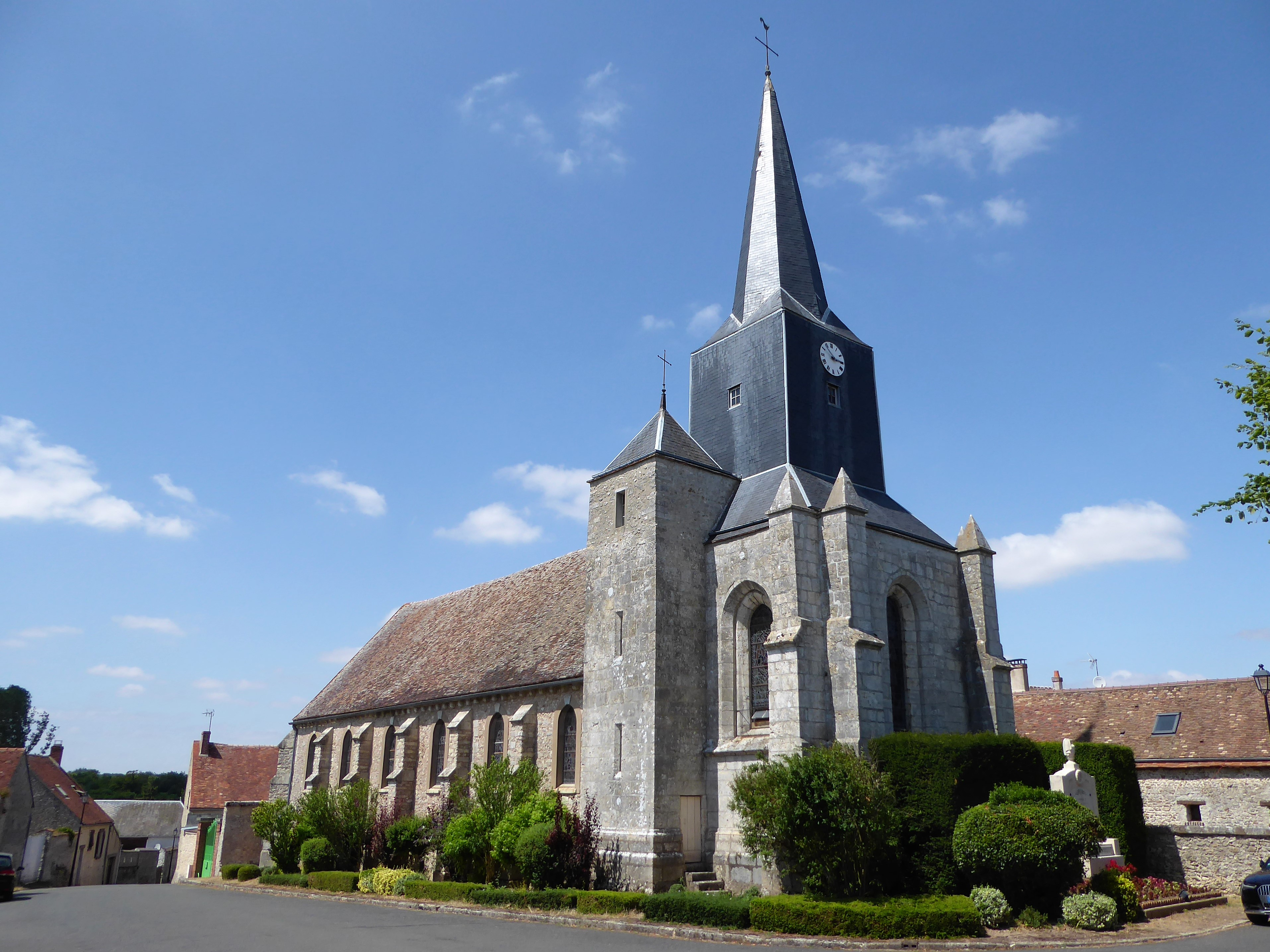
Abside et clocher de l'église Saint-Léger.
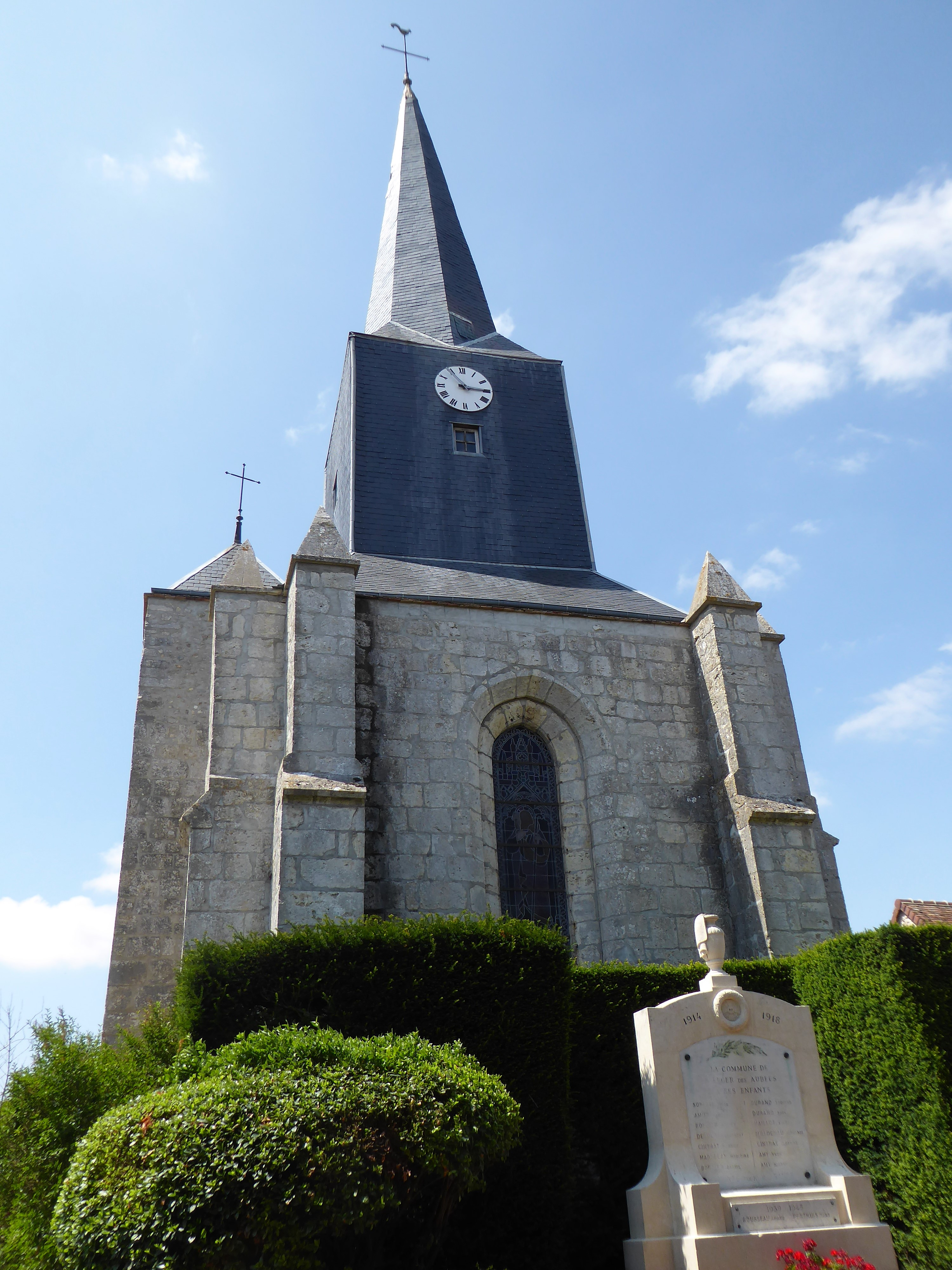
Clocher et monument aux morts.
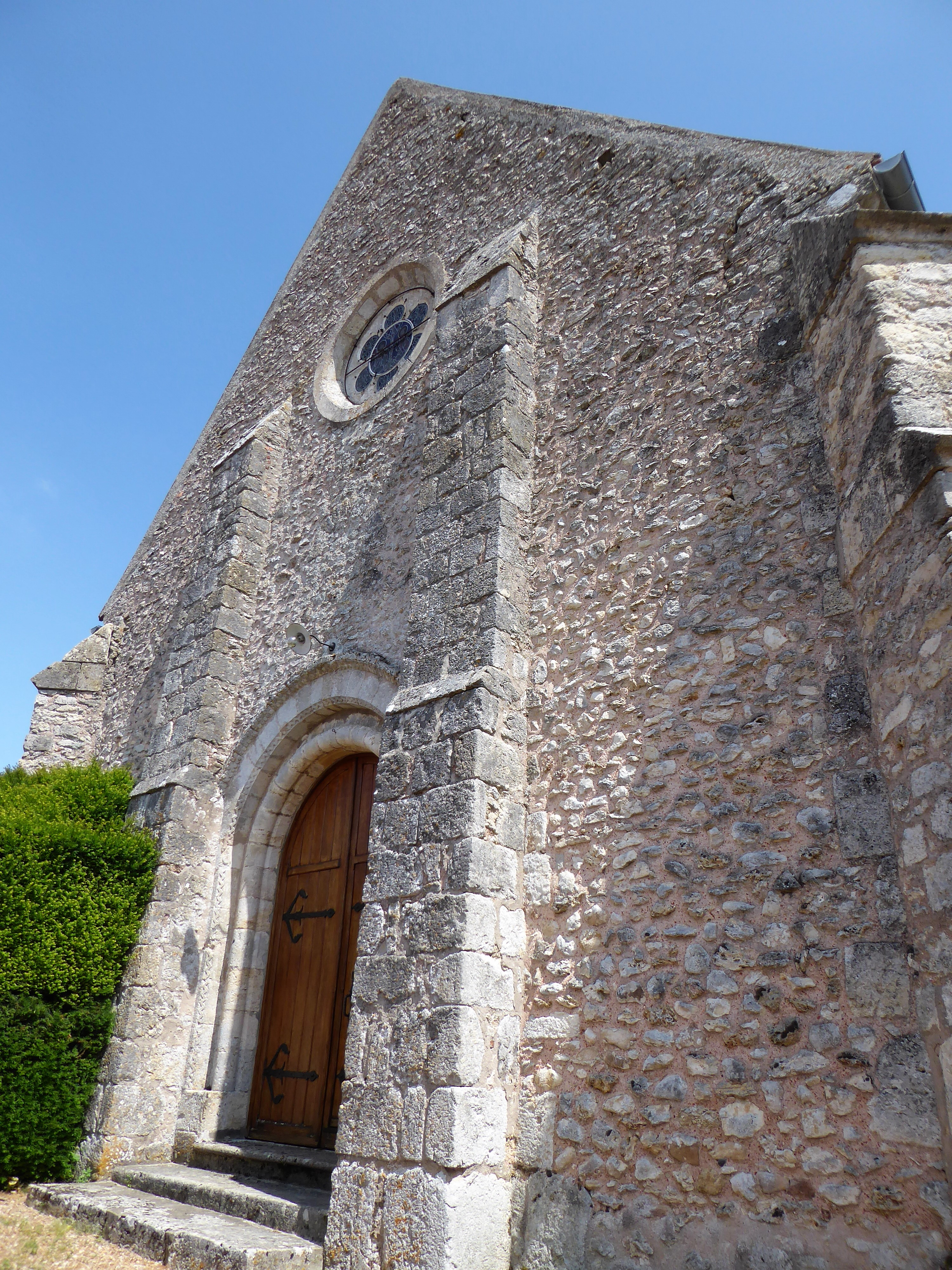
Portail en façade ouest de l'église.
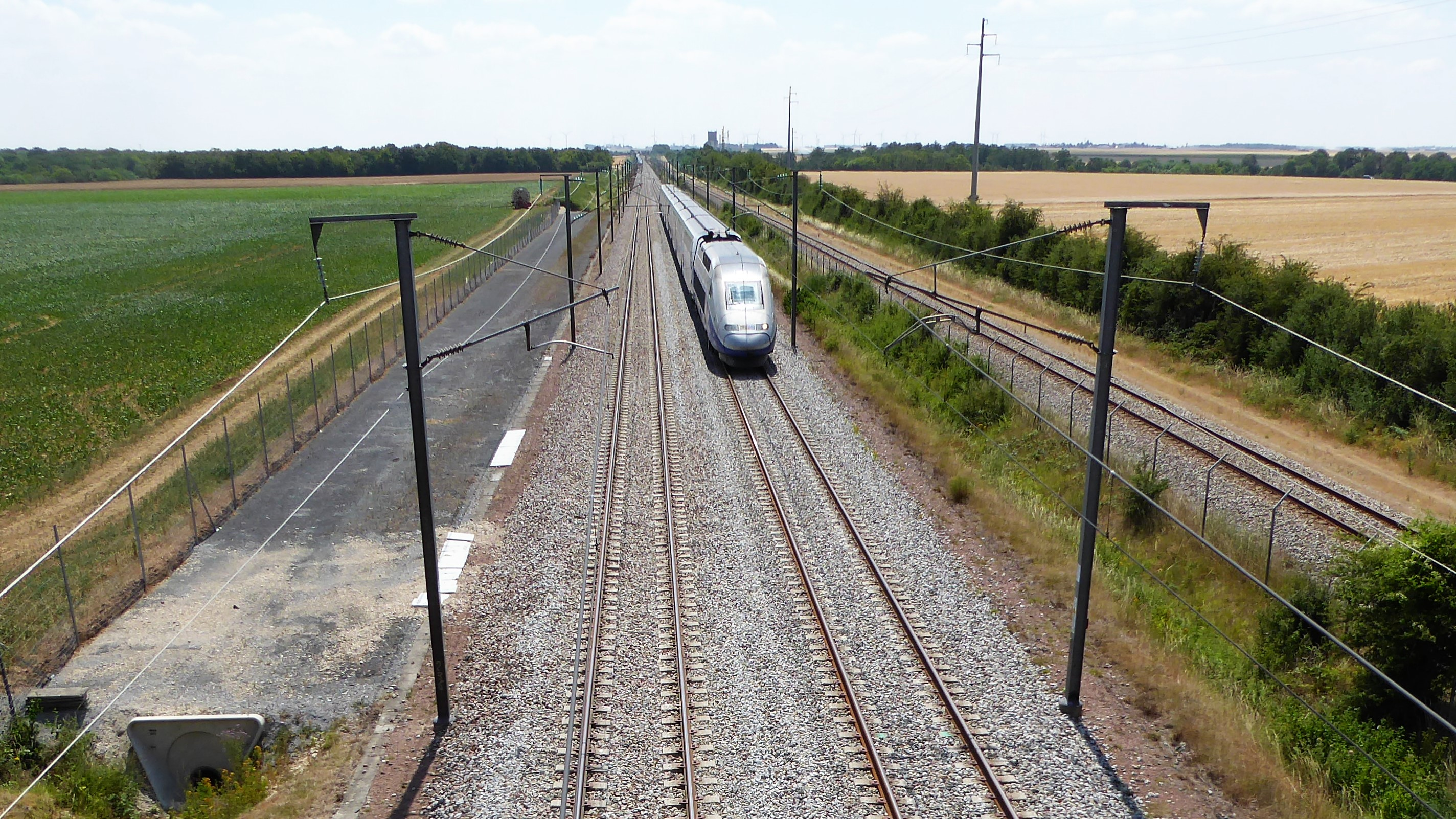
TGV et LGV Atlantique traversant Saint-Léger-des-Aubées. À droite la ligne de Brétigny à La Membrolle-sur-Choisille.

### Personnalités liées à la commune
- Honoré Laval (1808-1880), né à Saint-Léger-des-Aubées au hameau de Goimpy, est un missionnaire français, évangélisateur des îles Gambier. Une croix et une plaque lui sont dédiées à la sortie du hameau.